# Janez Brence
Janez Brence, slovenski rimokatoliški duhovnik, narodni delavec in propagator slovenske šole, * 4. maj 1818, Dovje, † 28. april 1870, Unec.

## Življenje in delo
Leta 1833 je v Celovcu končal normalko in tri razrede gimnazije; ostale razrede gimnazije, filozofijo in bogoslovje pa je v letih 1833–1842 obiskoval v Ljubljani. Kot kaplan je do 1843 služboval na Studenem, do 1849 v Bohinjski Bistrici, do 1850 odšel v začasen pokoj v Hraše, bil nato do 1852 kaplan na Planini, do 1857 v Komendi in do 1860 kurat v Podkraju, ko je postal župnik na Uncu.
Že v študentskih letih se je zanimal za narodno delo. V vseh službah se je zavzemal za ustanovitev in razvoj šolstva, iz katerega je skušal izriniti nemškutarstvo; obenem je delal na pospeševanju in izboljšanju sadjarstva. Svojo domoljubno orientacijo je kazal tudi tako, da je naročal domače časnike zase in za druge ter kot član pristopal v slovenska društva. Med letoma 1849 in 1851 je v Zgodnji Danici objavil več člankov o šolski problematiki in eno pesem. Iz njegove ostaline je objavil A. Pintar v Zgodnji Danici (1872, št. 228) Slovo iz Bohinjske Bistrice in Zgodnji Danici (1872, št. 245) Govorček za male slavnosti šolskega leta.